# ベルヌーイ法
ベルヌーイ法とは、1902年にフランスの化学者オーギュスト・ヴィクトル・ルイ・ベルヌーイによって開発された、初めて商業的に成功した人工宝石の製造法であり、火炎溶融法とも呼ばれる。ベルヌーイ法は主にコランダムの一種であるルビーとサファイア、ダイヤモンド類似石のルチルやチタン酸ストロンチウムの製造に用いられており、原則として、微細な粉末原料を酸水素炎を用いて溶融させ、液滴をブールへと滴下して結晶化させるという操作を含む。この製造法は最新の産業における結晶成長技術の黎明期のものと考えられており、今日でもなお広く用いられている。

## 歴史

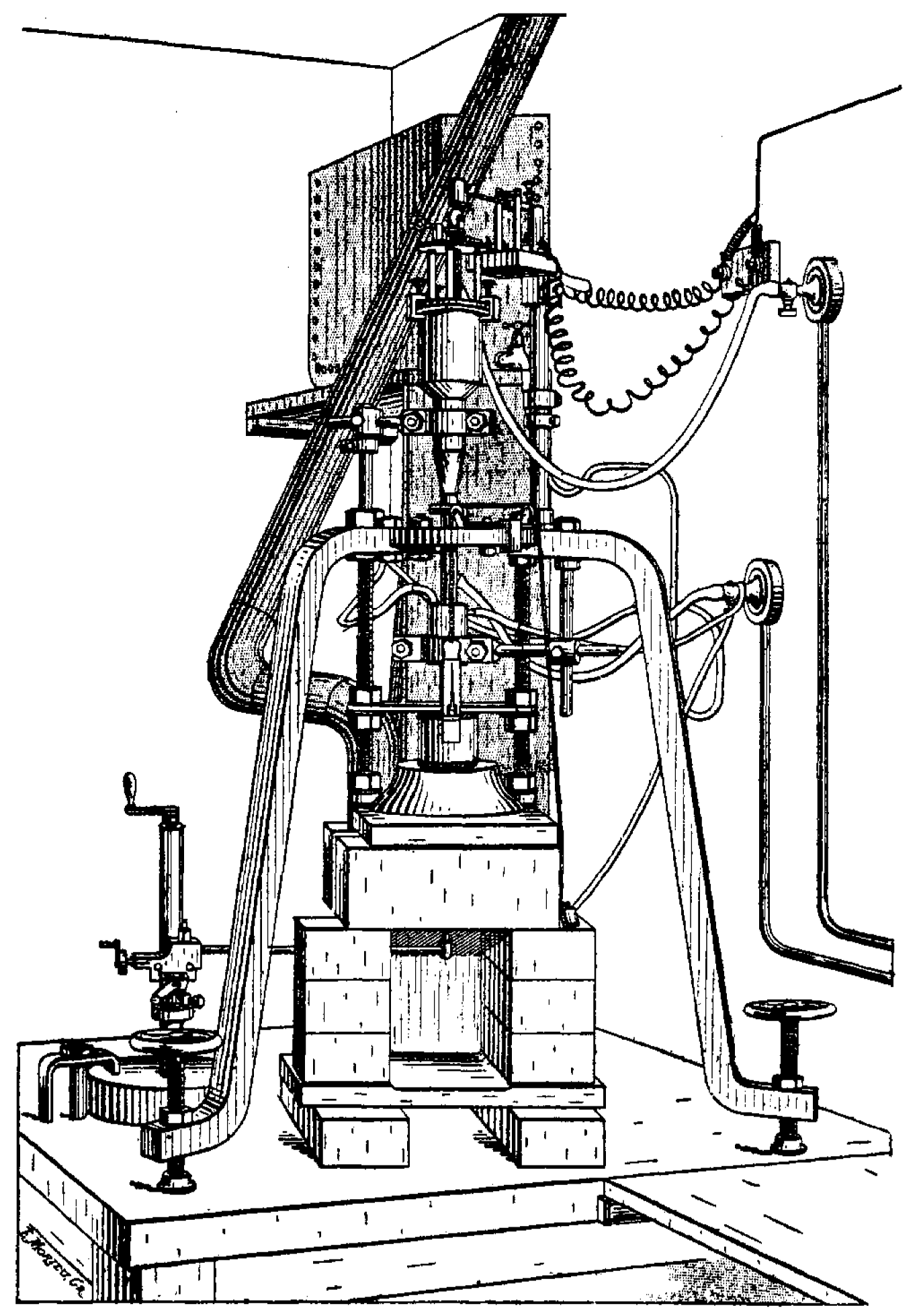
ベルヌーイによってルビーを合成するために用いられた初期のベルヌーイ炉のスケッチ

錬金術の時代から宝石を人工的に合成しようという試みは行われており、5つの非常に重んじられた宝石のうちの1つであるルビーは長らく合成宝石の主要なターゲットであった。1817年に初めての人工ルビーが2つの小さなルビーをいっしょに溶融させることで作られ、1837年には研究室において初めて酸化アルミニウム（アルミナ）から微細なルビーの結晶が合成された。1877年までには、エドモンド・フレミーは溶融アルミナ槽を用いることによって初めて宝石としての品質を備えた合成石を得、商業的にルビーを生産するための効果的な方法を考案していた。パリの化学者であったオーギュスト・ベルヌーイはこの方法をフレミーに協力して開発していたが、すぐに独立して火炎溶融法の開発を続け、最終的にその方法にはベルヌーイの名が付けられた。
ベルヌーイがこの方法を開発するために得た着想の一つは、1880年にジュネーブで無名の業者が販売していた人工ルビーの外観だった。これらの"ジュネーブ・ルビー"と呼ばれた一連の人工宝石は当時、人工的であったために受け入れられなかったが、これらは現在ベルヌーイの研究に20年ほど先行して作られた初めての火炎溶融による人工ルビーであると考えられている。このジュネーブ・ルビーを調べた後、ベルヌーイは微細に粉砕したアルミナを原料にして大きな宝石を得ることが可能であると結論付けた。この方法の実現には当時開発されたばかりであった酸水素トーチの有用性および、合成ルビーの需要が高まっていたという状況があり、彼が設計したベルヌーイ炉において微細に粉砕された精製アルミナと酸化クロムを少なくとも2,000 °C以上の炎で溶融させ、炎の下部に置かれた支持棒の上で再結晶するという方法で大きな結晶が作られた。彼は1902年にこの技術を発表し、1904年にはベルヌーイ法の詳細な概説を公表した。
1910年までにベルヌーイの研究所は30炉の生産設備を持つまでに拡大し、1907年にはベルヌーイ法による宝石生産量は年間1,000 kgに達していた。1912年までに年間生産量は3,200 kgにまで達し、1980年には200,000 kg、2000年には250,000 kgに達した。このような人工ルビー生産量の急増には、1914年にスイスのモンテーで設立されたHrand Djevahirdjianの工場が牽引役となった。ベルヌーイ法の最も重要な改良は1932年にS. K. Popovによってなされ、Popovはその後の20年間でソビエト連邦において高品質なサファイアの製造方法確立に尽力した。人工ルビーの大規模生産技術は、第二次世界大戦中にヨーロッパ産のものが利用できなくなったためアメリカにおいても確立し、それらの宝石は軍需用に高い性能が要求された。
ベルヌーイ法は主にルビーを合成するために設計されたが、ルビーの合成に用いられる酸化クロムを酸化鉄(III)に置き換えることで青いサファイアも合成することができるなど他の宝石の合成にも用いることができ、さらにはサファイアにチタニア（二酸化チタン）を加え、ブールをより長く高温に保ちルチルの針状結晶をサファイア中で成長させることによって精巧なスターサファイアをも合成することができた。1947年に、ユニオンカーバイド社から分離したLinde Air Products（現在のプラクスエア社）はベルヌーイ法を用いたスターサファイアの製造を開始したが、1974年に国際競争のため生産を終了した。
ベルヌーイ法はいくつかの改良があったにもかかわらずそのプロセスは実質的に今日まで不変のままであり、人工コランダムや人工スピネルの合成法における主要な製造法の位置を保ち続けている。最も大きな競合技術としては1917年にジャン・チョクラルスキーが開発したチョクラルスキー法があり、ベルヌーイ法によって製造される結晶よりもより高品質なものが必要とされる半導体産業において多く利用されている。他の代替技術としては、1957年にベル研究所が開発した水熱合成法や1958年にキャロル・チャザムが開発したフラックス法（融剤#融剤法参照）がある。

## プロセス

ベルヌーイ法の概略図

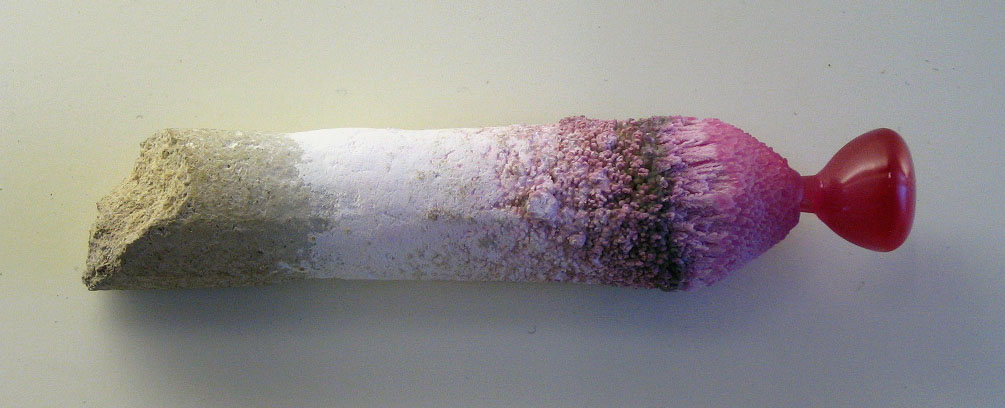
ベルヌーイ法で合成された小さなルビーのブール（右）。まだ支持棒に付着したままの状態である。

人工宝石をうまく結晶化させる重要な要因の一つは、少なくとも99.9995 %以上の純度を持つ純粋な出発原料を用いるという点にある。ルビーもしくはサファイアを合成する際にはこの出発原料はアルミナである。不純物としてナトリウムが含まれていると得られた結晶が不透明になるため、ナトリウムの存在は特に不都合である。結晶に望ましい色を与えるため、例えば赤色のルビーであれば酸化クロム、青色のサファイアであれば酸化鉄(III)およびチタニアなど、様々な少量の酸化物が添加される。他の出発原料としては、ルチルを合成するためのチタニアもしくは、チタン酸ストロンチウムを合成するためのシュウ酸チタニル塩が含まれる。あるいは、目的とする宝石の小さく無価値な結晶を原料とすることもある。
これらの出発原料は微細な粉末にされ、容器を振動させることで底の隙間から原料粉末が零れ落ちるように設計されたベルヌーイ炉の容器に収められる。酸素は原料粉末と共に炉に細い管によってベルヌーイ炉へと供給される。この細管は水素が供給されるより太い管の内側に位置している。これらの細い管と太い管が合流する場所で点火し、中心部では少なくとも2,000 °Cの炎で燃焼される。原料粉末がこの炎を通過すると溶融して小さな液滴となり、炉の下に置かれた陶製の支持棒の上へと落下する。支持棒上で液滴は徐々に円錐状の焼結物を形成し、その先端は炎の中心部に十分近いため液状を保っている。そして先端には最終的に種結晶が形成される。その先端の種結晶上により多くの液滴が滴下していくと"ブール"と呼ばれる単結晶が形成され始め、単結晶の先端部分が常に液状となるように支持棒は徐々に下方へ引き下げられていく。ブールは基部から離れるほどに径が広がっていき、ある程度成長した時点でおおよそ一定の径となるような、傾斜のついた円筒形に形成される。原料粉末を定常的に供給し、支持棒を引き下げていくことで非常に長い円筒形のブールを得ることができる。一度炉から取り出され冷却されたブールは内部応力を軽減させるために垂直軸に沿って割られる。これを行わないと結晶を切断する際に垂直方向のへき開が原因で破損しやすくなる。ただし、時計用のサファイアガラスとして用いる場合などには高温で長時間焼きなますことによって内部応力を軽減したうえでカットされる。
始めにベルヌーイ法を概説する際、ベルヌーイは良い結果を得るためのいくつかの重要な条件を指示した。それらには、原料を溶融させるために必要以上に炎の温度を高くしないこと、溶融した生成物を酸水素炎の同じ位置に維持し続けること、溶融した生成物と支持棒との接点を可能な限り小さくすること、といったノウハウが含まれる。ベルヌーイ法を用いて商業生産されたブールの平均サイズは直径13 mm、長さ25から50 mm、重量25 g（125カラット）である。ベルヌーイ法はまた、結晶方位の制御された種結晶を用いることで特定の望ましい結晶方位を持つ結晶を得ることもできる。
ベルヌーイ法によって合成される結晶はその対応する自然の結晶と比較して化学的、物理的に同等であるため、両者を区別するためには通常、非常に高倍率な顕微鏡が要求される。ベルヌーイ法による結晶が持つ明確な特徴の一つは、円筒状のブールが高い温度勾配を伴う環境下で結晶成長することによって形成される湾曲した成長線であり、天然結晶のそれは直線状である。もう一つの識別の目印となる特徴は、ベルヌーイ炉において供給過剰な酸素によって作られる微細なガス泡の存在であり、天然結晶における不純物は通常固体である。